# Di sản thế giới

Logo của Ủy ban Di sản thế giới của UNESCO.

Di sản thế giới là một điểm mốc hay khu vực được lựa chọn bởi Tổ chức Giáo dục, Khoa học và Văn hóa Liên Hợp Quốc (viết tắt là UNESCO) có giá trị về văn hóa, lịch sử, khoa học hoặc hình thức có ý nghĩa khác và được pháp luật bảo vệ bởi các điều ước quốc tế. Các địa điểm này được đánh giá là có tầm quan trọng đối với lợi ích tập thể nhân loại.
Một địa điểm có thể là di chỉ, di tích hay danh thắng của một quốc gia như rừng, dãy núi, hồ, sa mạc, tòa nhà, quần thể kiến trúc hay thành phố... do các nước có tham gia Công ước Di sản thế giới đề cử cho Ủy ban Di sản thế giới, được công nhận và quản lý bởi UNESCO. Sau đó UNESCO sẽ lập danh mục, đặt tên và bảo tồn những vị trí nổi bật về văn hóa hay đặc điểm tự nhiên cho di sản nhân loại chung. Những vị trí được đưa vào danh sách di sản thế giới có thể được nhận tiền từ Quỹ Di sản thế giới theo một số điều kiện nào đó. Ủy ban này được thành lập bởi Công ước về Bảo vệ di sản văn hóa và thiên nhiên thế giới, gọi tắt là Công ước Di sản thế giới, nó được Đại hội đồng UNESCO chấp nhận ngày 16 tháng 11 năm 1972. Trong hệ thống các danh hiệu của UNESCO, di sản thế giới là danh hiệu danh giá nhất và lâu đời nhất.

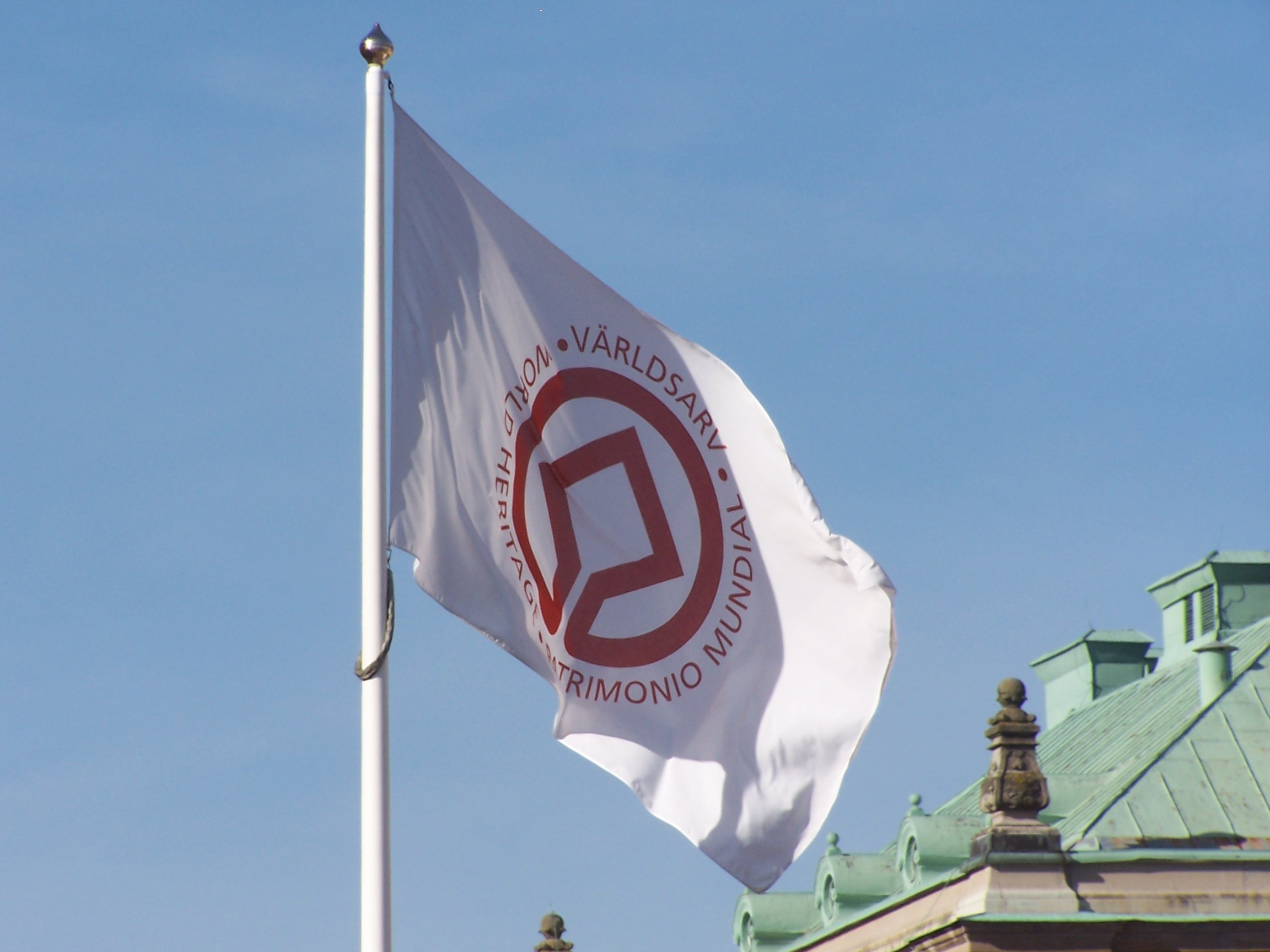
Lá cờ với biểu tượng Di sản thế giới

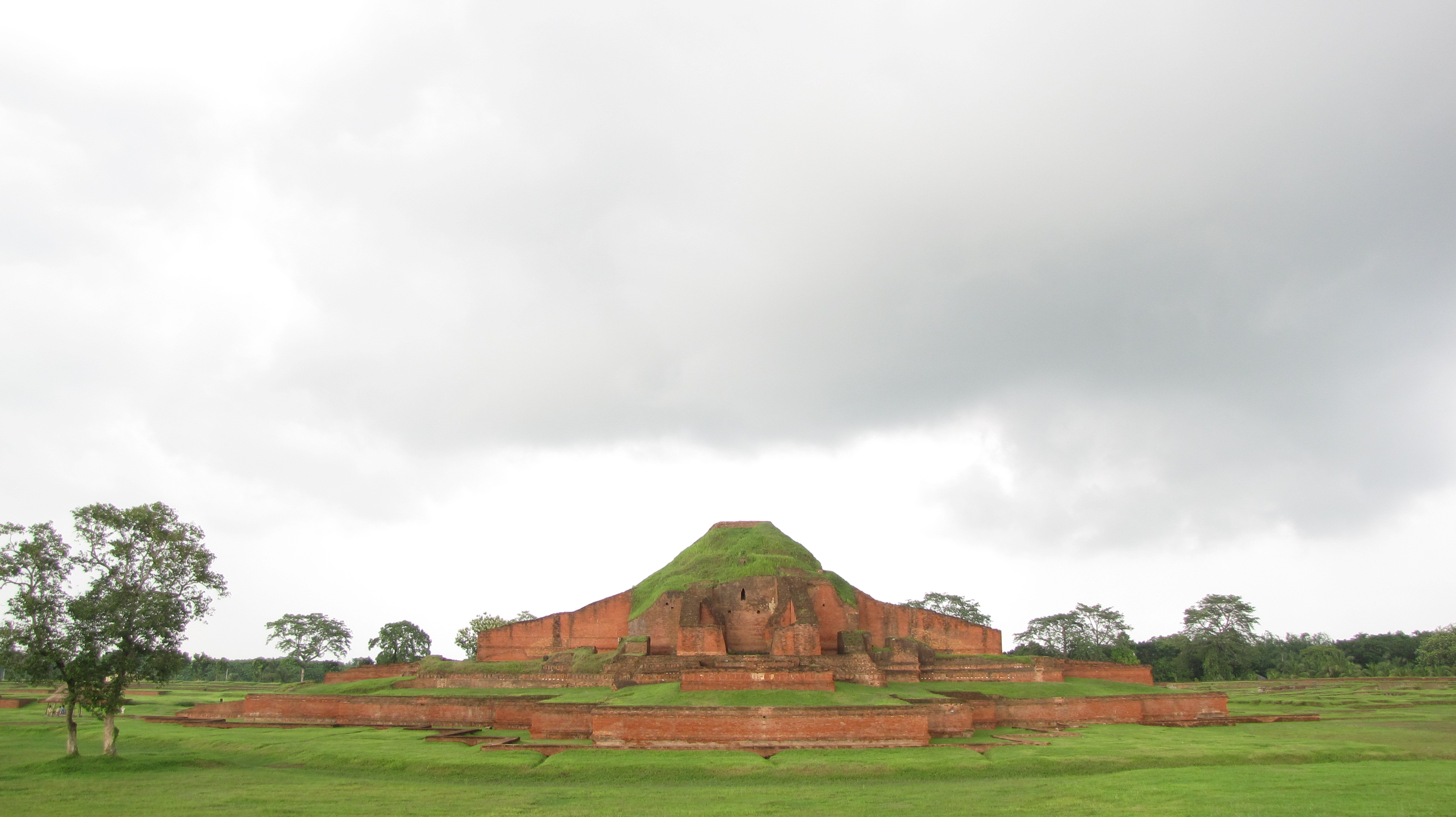
Khu phế tích đạo Phật ở Somapura Mahavihara (Bangladesh).

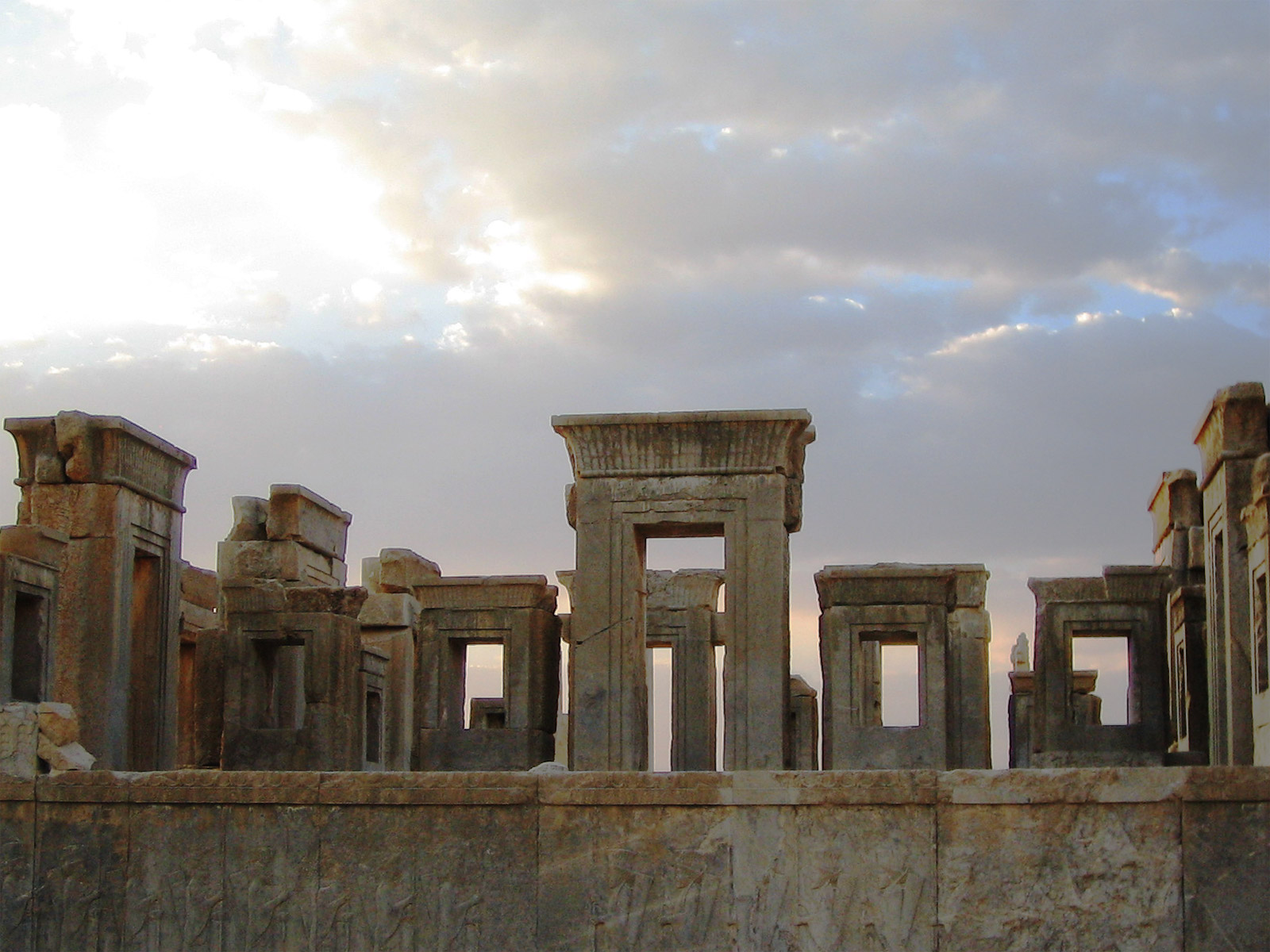
Persepolis, (Iran).

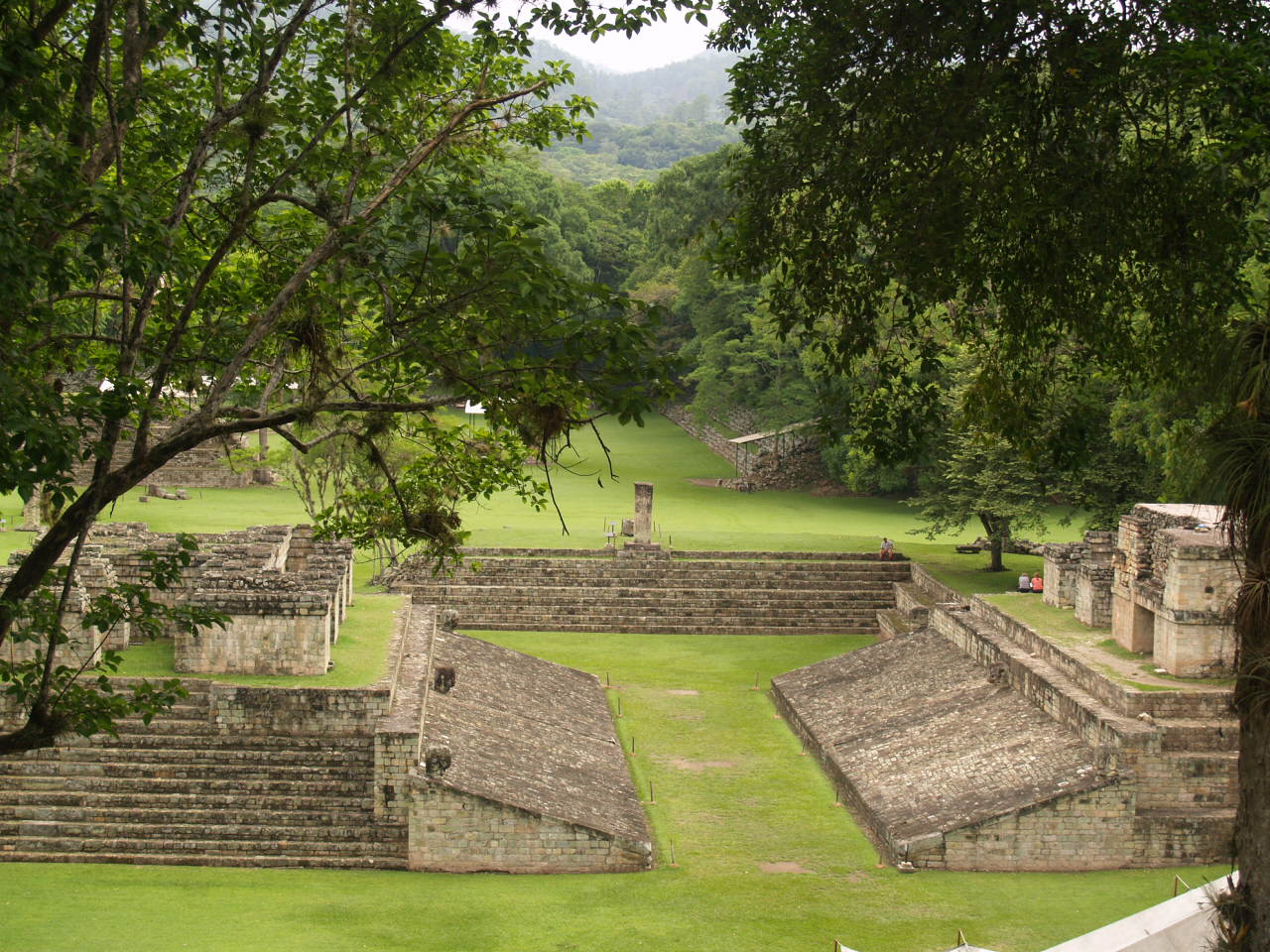
Di chỉ khảo cổ Copán (Honduras).

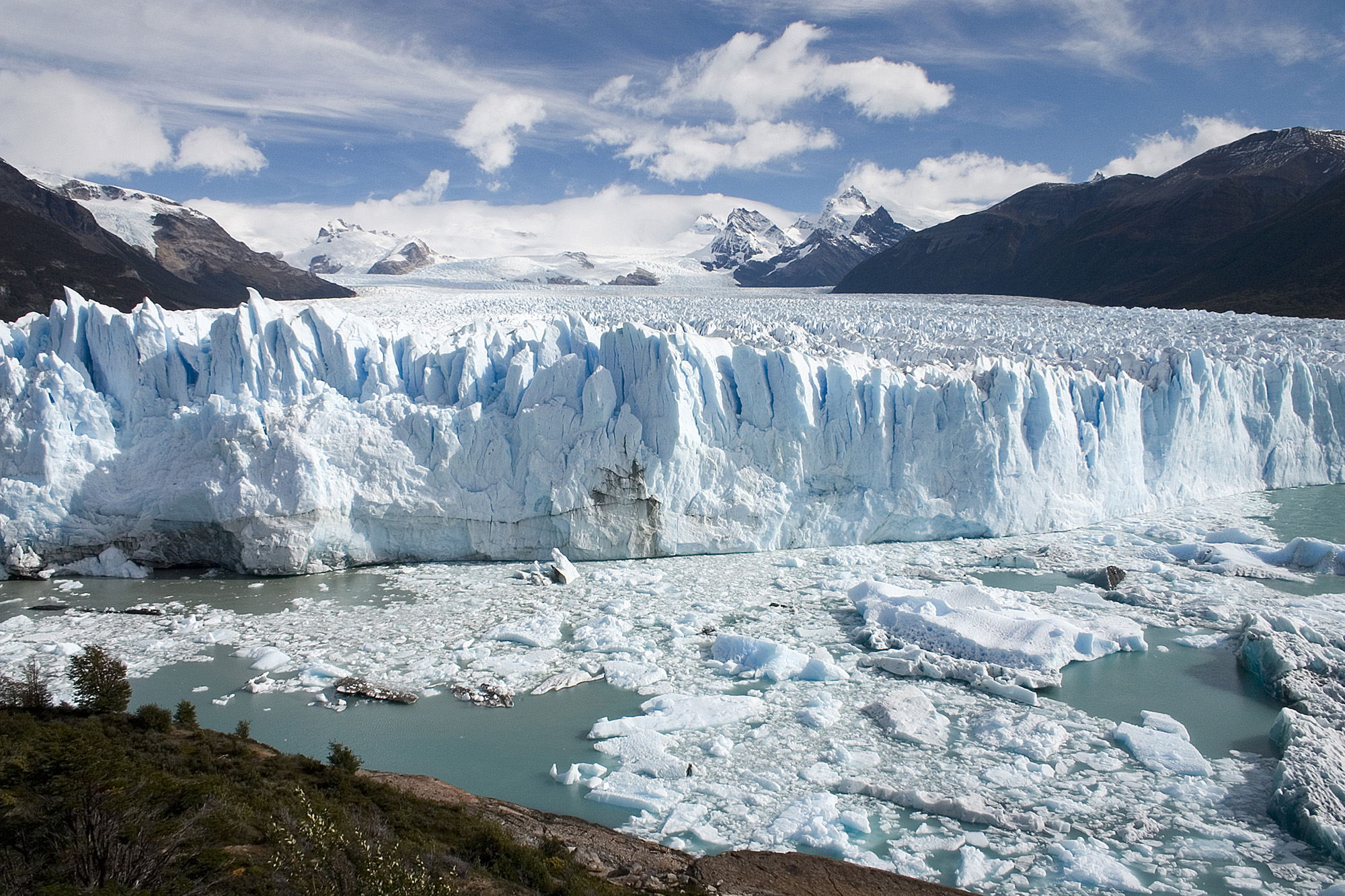
Vườn quốc gia Los Glaciares, Argentina.

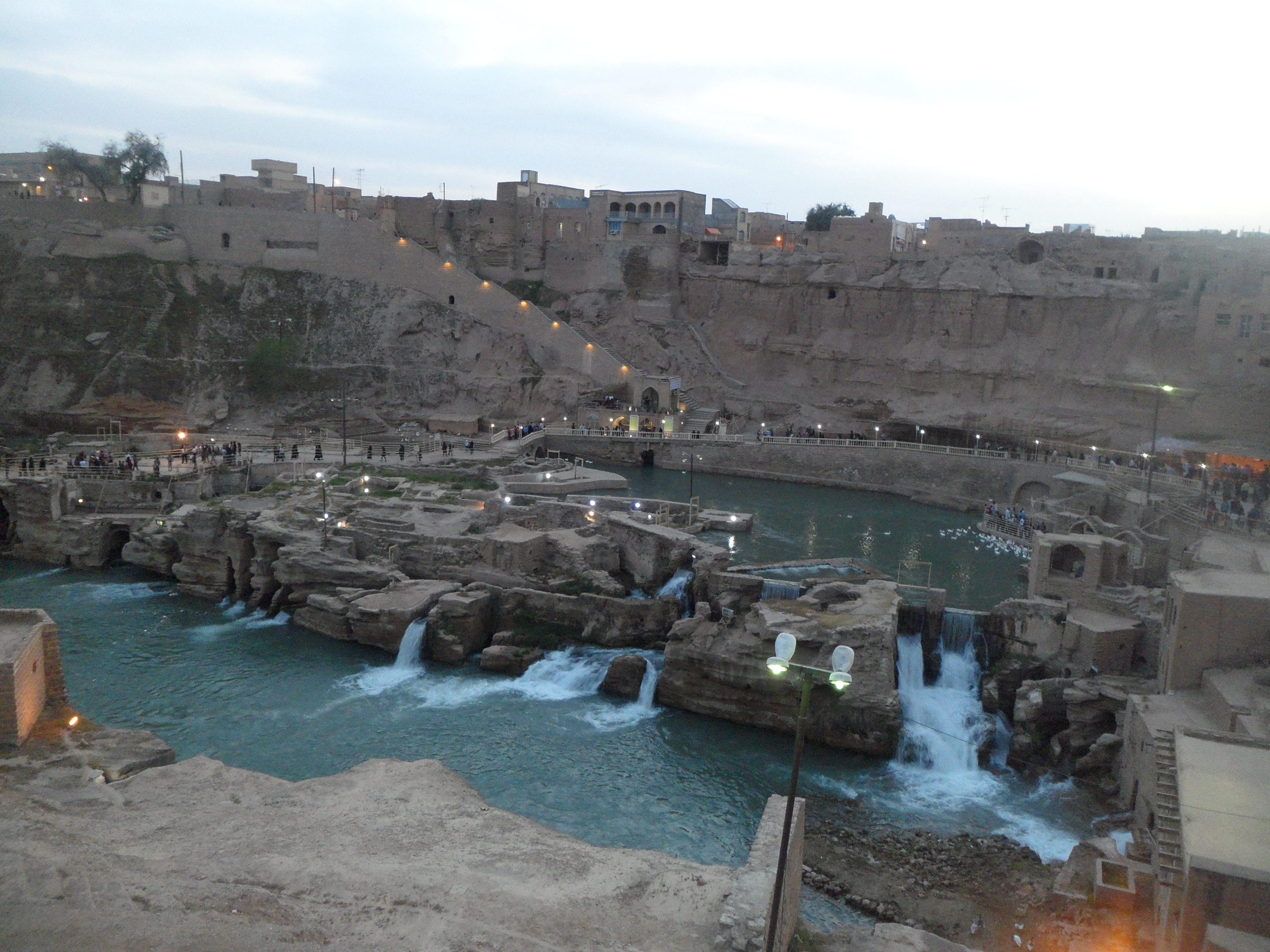
Hệ thống tưới tiêu ở Shushtar (Iran).

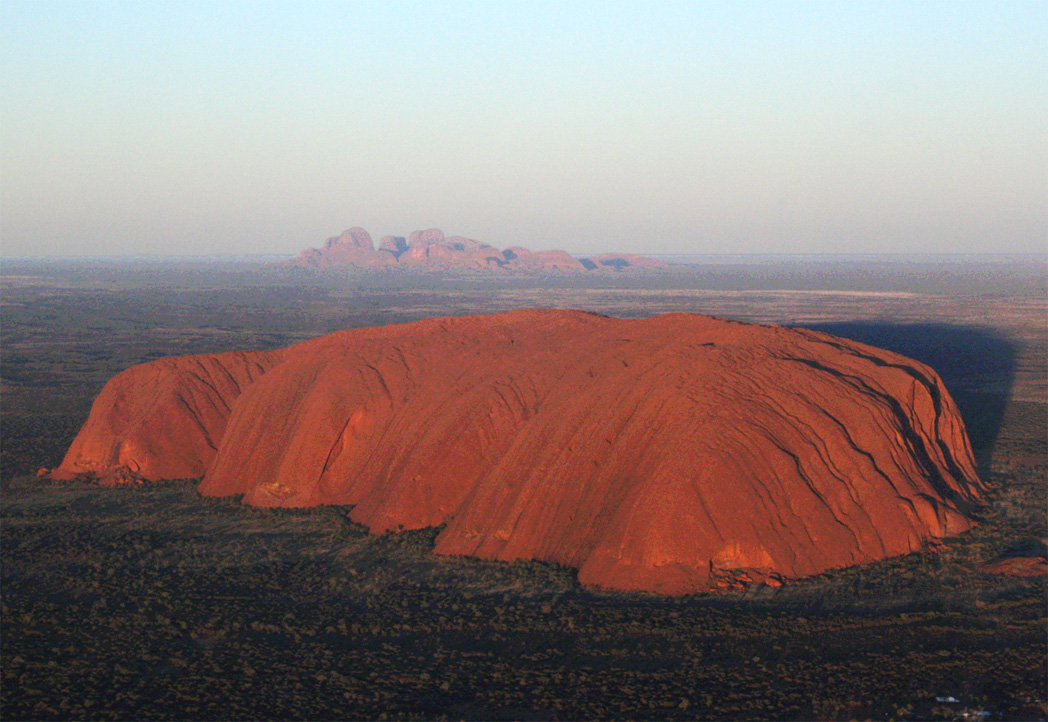
Uluru (Úc).

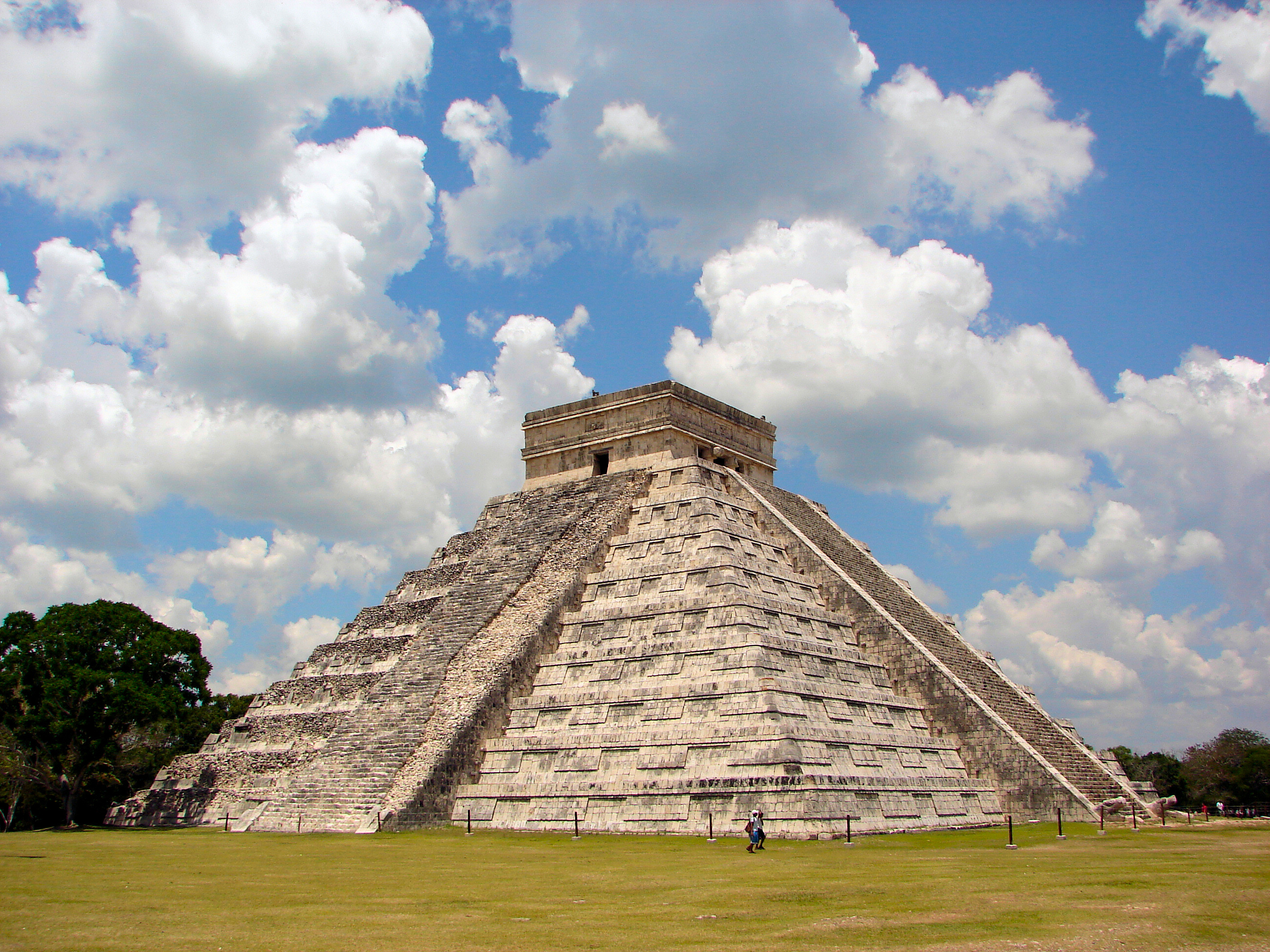
Chichen Itza ở Yucatán (México).

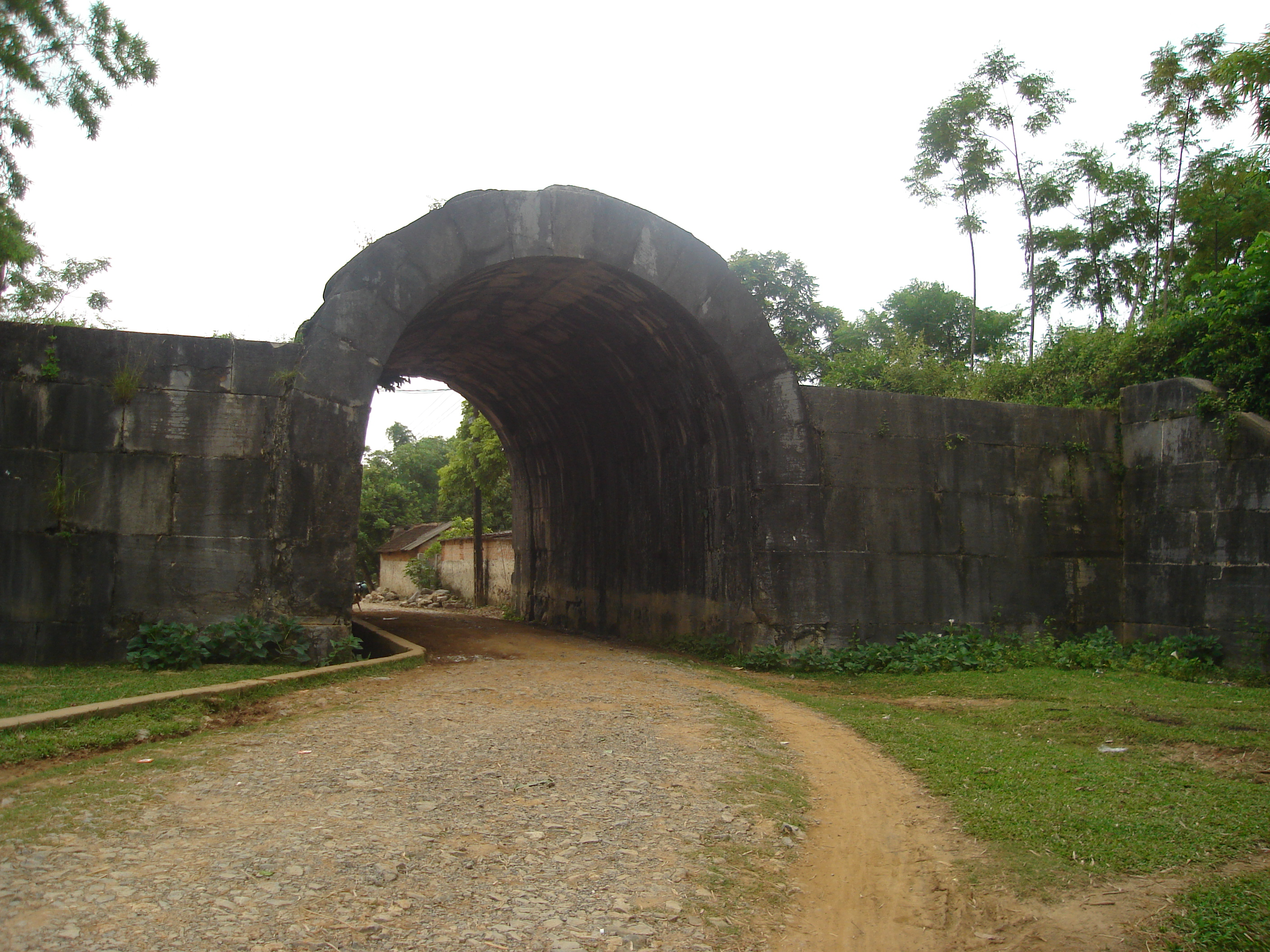
Thành nhà Hồ (Việt Nam).

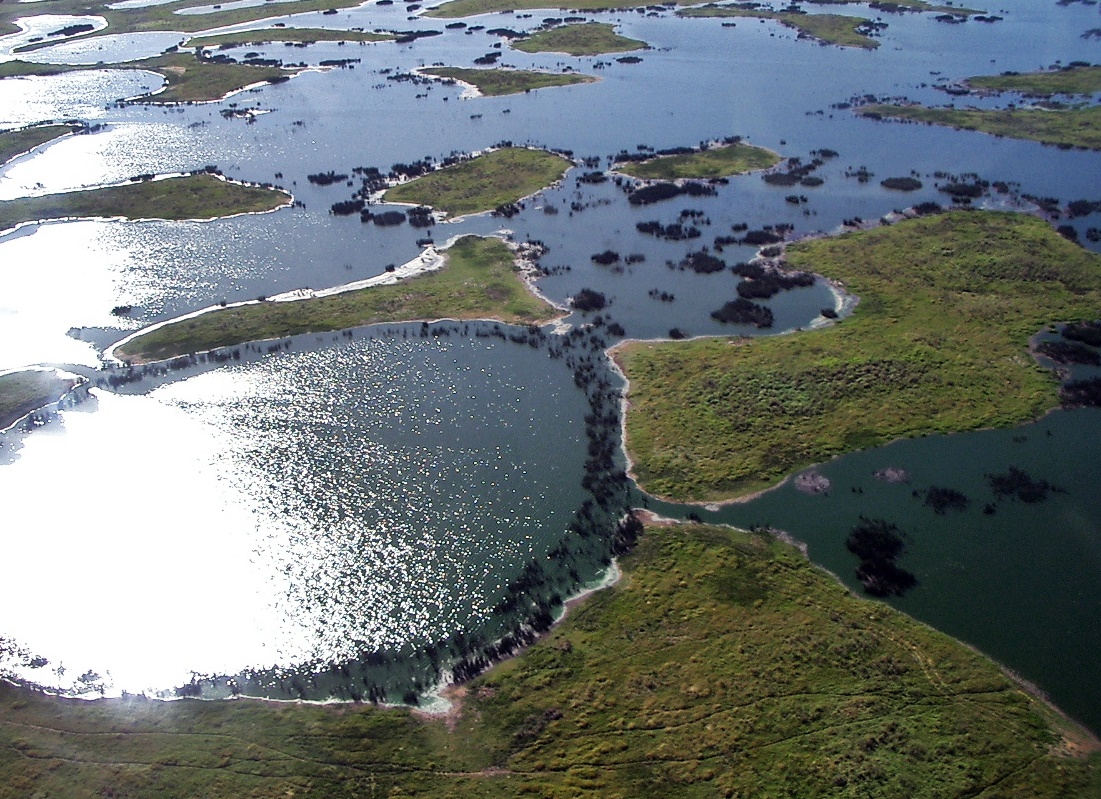
Vườn quốc gia Pantanal (Brazil).

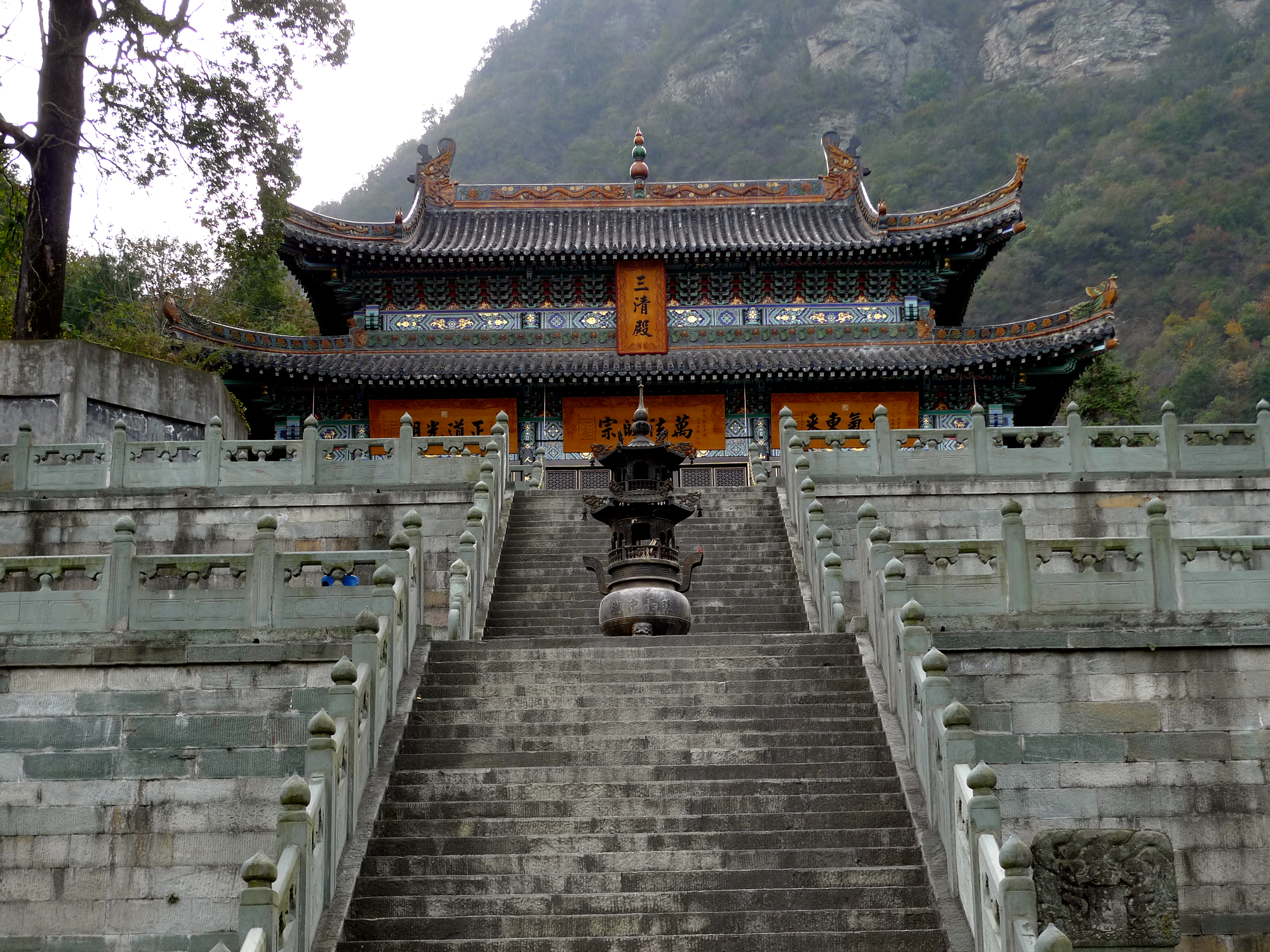
Khu di tích núi Võ Đang (Trung Quốc).

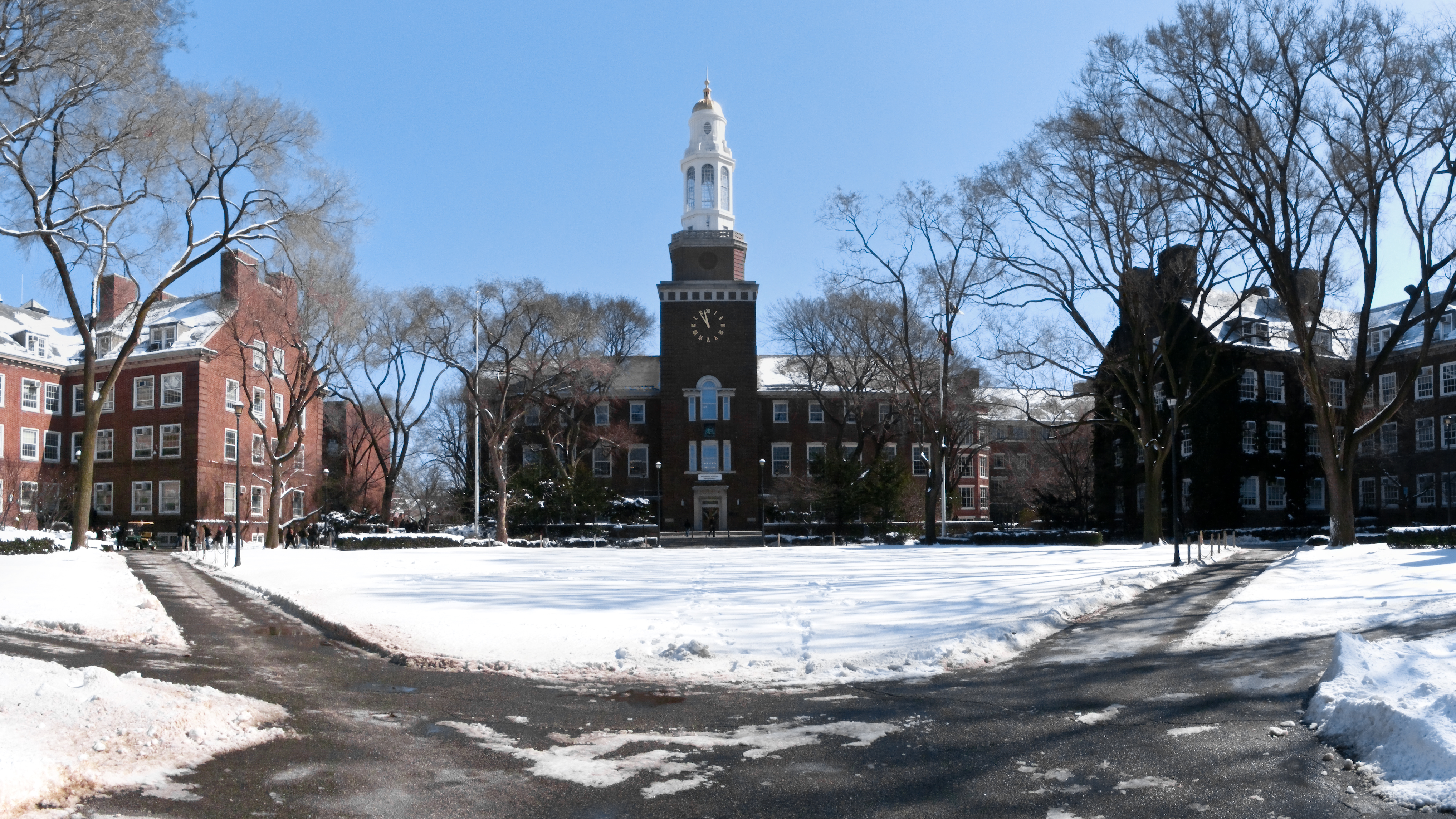
Independence Hall (Hoa Kỳ)

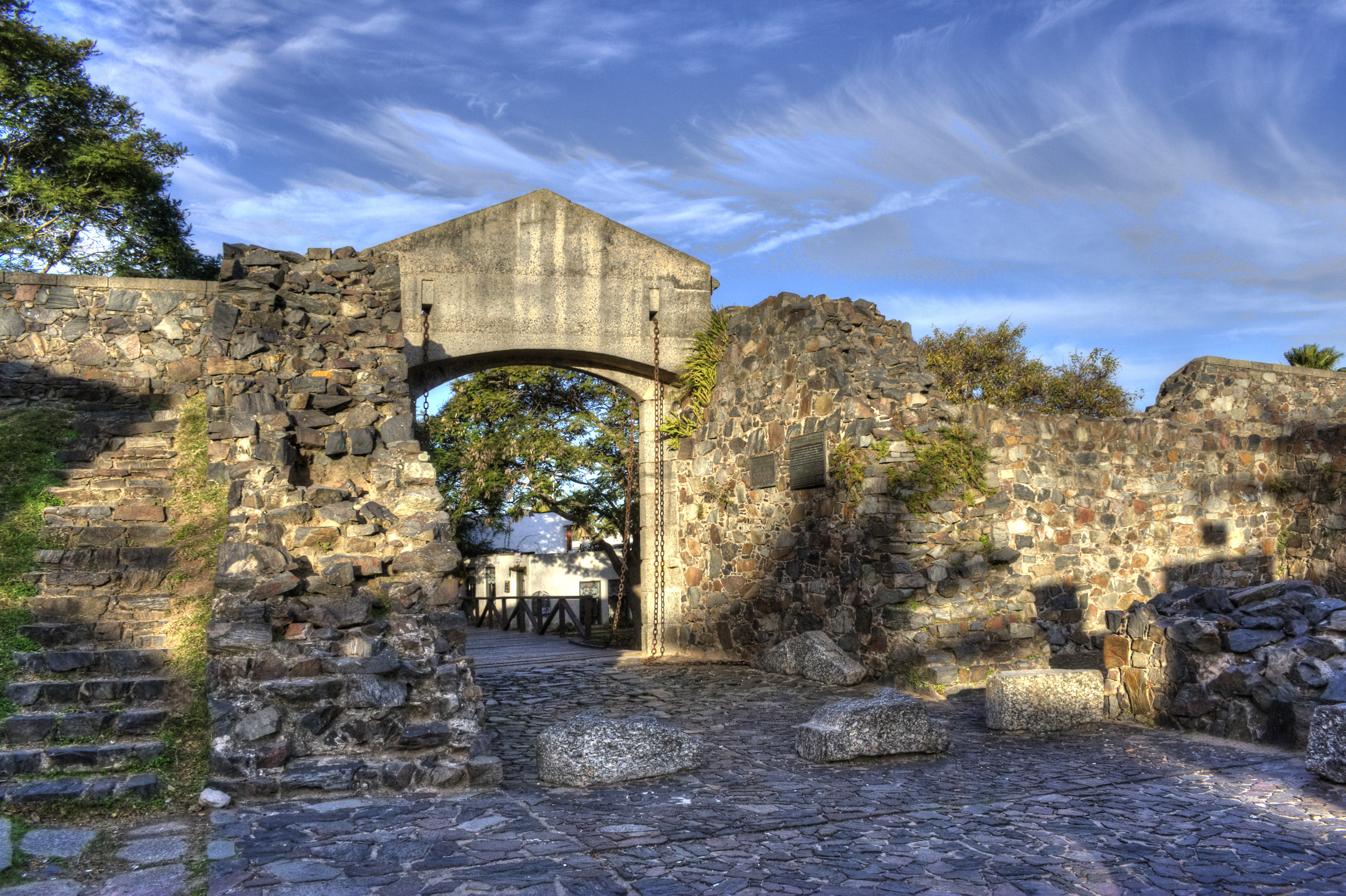
Trung tâm lịch sử Colonia del Sacramento (Uruguay).

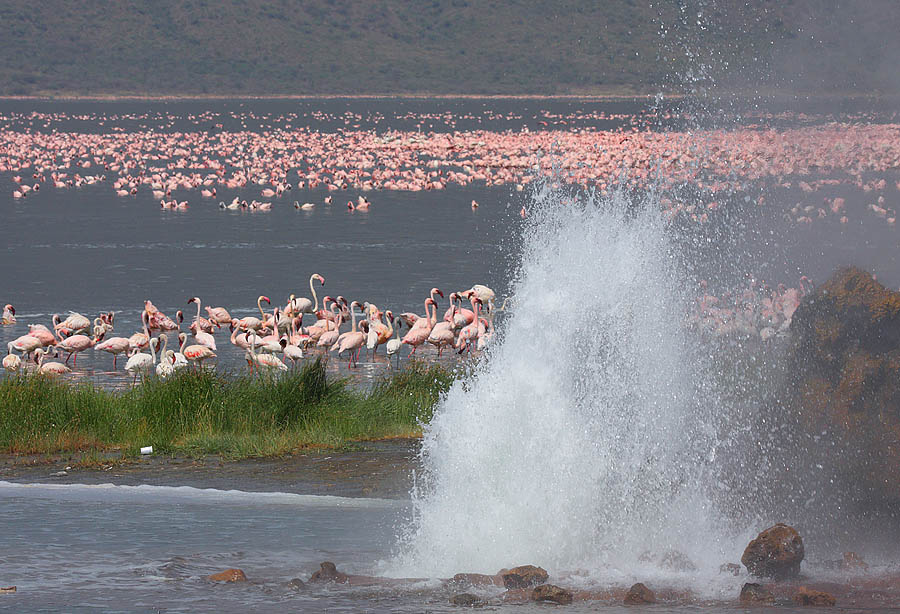
Hệ thống hồ trong thung lũng tách giãn Lớn (Kenya).

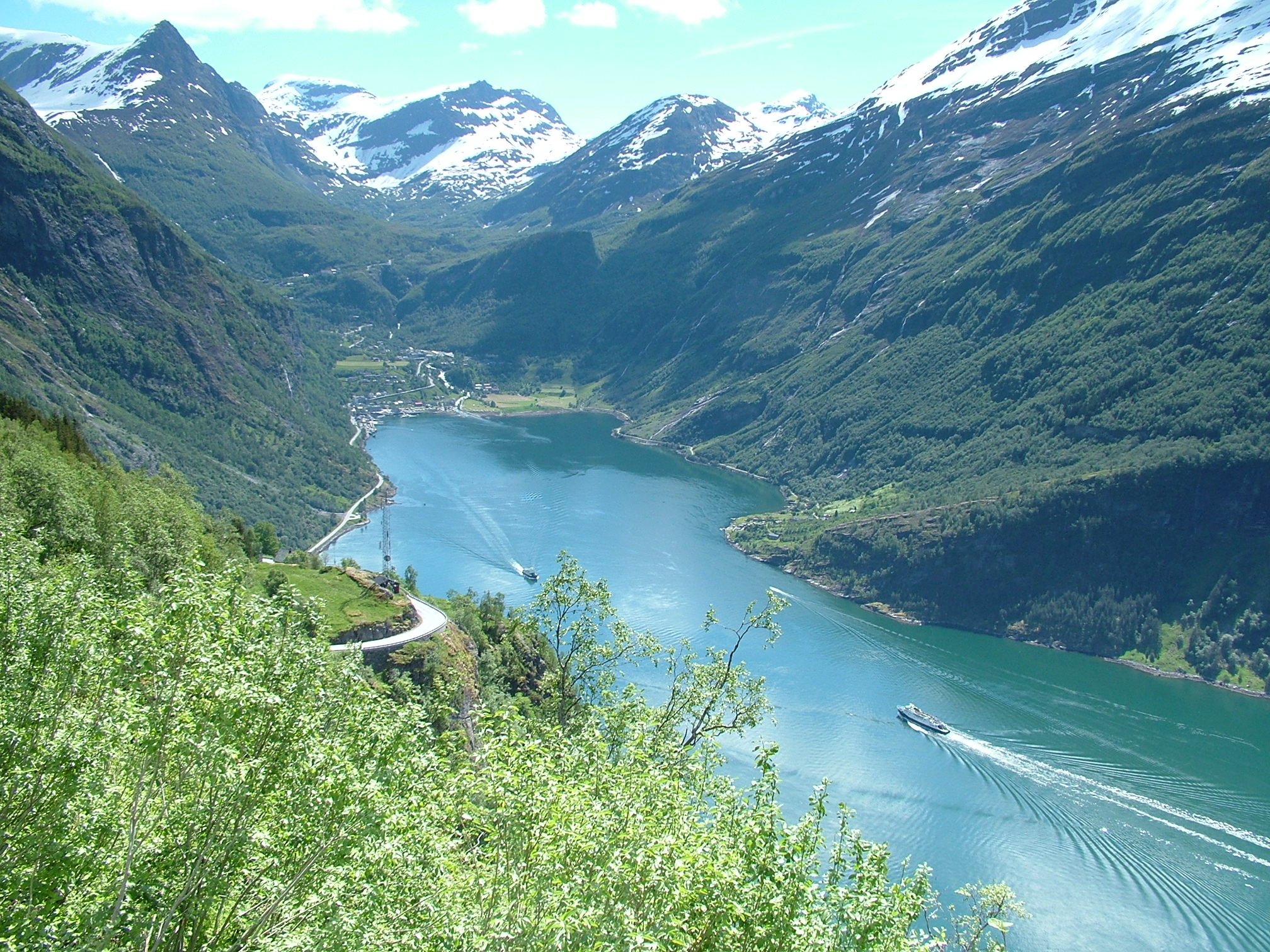
Vịnh hẹp Geirangerfjord (Na Uy).

## Tổng quan

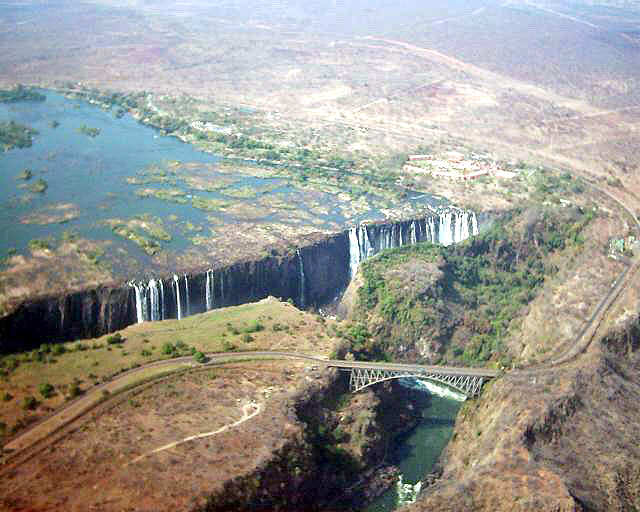
Thác Victoria (biên giới Zambia và Zimbabwe).

Một Di sản thế giới do Tổ chức Giáo dục, Khoa học và Văn hóa Liên Hợp Quốc (viết tắt là UNESCO) công nhận là địa điểm hoặc những địa điểm có chung đặc điểm. Các địa điểm này có thể là rừng, dãy núi, hồ, sa mạc, tòa nhà, quần thể kiến trúc hay thành phố... do các nước có tham gia Công ước Di sản thế giới đề cử cho Ủy ban Di sản thế giới, được công nhận bởi những giá trị văn hóa hay ý nghĩa vật lý đặc biệt và quản lý bởi Ủy ban Di sản thế giới của UNESCO. Ủy ban này bao gồm 21 quốc gia tham gia ký kết và phê chuẩn Công ước Di sản thế giới. Tính đến nay, có 190 quốc gia thành viên. Chỉ có Bahamas, Liechtenstein, Nauru, Somalia, Nam Sudan, Đông Timor và Tuvalu không là thành viên của Công ước. Đại hội đồng Quốc gia thành viên với nhiệm kỳ 4 năm một lần có nhiệm vụ thảo luận về việc quản lý các di sản thế giới đã được công nhận, đồng thời xem xét việc chấp nhận một di sản mới được đề cử từ các quốc gia thành viên.
Tính đến năm 2023, có tất cả 1172 di sản được liệt kê, trong đó có 901 di sản về văn hóa, 231 di sản về những khu thiên nhiên và 40 di sản thuộc cả hai loại. Các di sản đó hiện diện tại 165 quốc gia. Ý là quốc gia có số lượng di sản thế giới được công nhận nhiều nhất với 50 di sản, tiếp theo là Trung Quốc có 47 di sản và Tây Ban Nha với 44 di sản. Tài liệu tham khảo tại trang web chính thức của UNESCO, mỗi một di sản thế giới được xác định bằng mã số ký hiệu riêng tạo thành một trang nhỏ riêng biệt, có những địa điểm trước đó đã từng được liệt kê và đề cử danh sách nhưng thất bại. Kết quả là, mã số ký hiệu đã vượt quá con số 1.200 mặc dù số lượng di sản thế giới trong danh sách là ít hơn.
Tuy di sản thế giới vẫn là một phần của lãnh thổ quốc gia đó nhưng UNESCO xem xét nó trên mối quan tâm của cộng đồng quốc tế để bảo vệ chúng trước những tác động có thể gây ra.

## Lịch sử
Năm 1954, chính phủ Ai Cập quyết định xây dựng đập Aswan (đập Aswan trên), một sự kiện sẽ khiến một thung lũng có chứa những kho báu vô giá của Ai Cập cổ đại như các ngôi đền Abu Simbel bị nhấn chìm trong biển nước. UNESCO sau đó đã phát động một chiến dịch bảo vệ các di tích này trên toàn thế giới. Abu Simbel và ngôi đền Philae đã được tháo rời, di chuyển đến một vị trí cao hơn, và xếp lại với nhau từng khối đá một, trong khi ngôi đền Dendur đã được chuyển đến thành phố New York  còn các đền thờ của Debod đã được chuyển đến Madrid.
Chi phí của dự án là 80 triệu USD, trong đó khoảng 40 triệu USD được vận động đóng góp từ 50 quốc gia. Dự án được coi là một thành công, và là nền tảng cho các chiến dịch bảo vệ khác, như Venice và vùng đầm phá ở Ý, tàn tích Mohenjo-daro ở Pakistan, và đền Borobudur ở Indonesia. UNESCO sau đó thành lập Hội đồng Di tích và Di chỉ Quốc tế, cùng với một dự thảo quy ước bảo vệ di sản văn hóa chung của nhân loại.
Mỹ là quốc gia đầu tiên khởi xướng ý tưởng về bảo tồn văn hóa và thiên nhiên. Một hội nghị tại Nhà Trắng vào năm 1965 nhằm bảo tồn các khu vực tự nhiên tuyệt đẹp trên thế giới, danh lam thắng cảnh và các di tích lịch sử. Liên minh Quốc tế Bảo tồn Thiên nhiên tổ chức một hội nghị tương tự vào năm 1968 và vào năm 1972 tại hội nghị Liên hợp quốc về Con người và Môi trường tại Stockholm. Theo Ủy ban Di sản thế giới, các nước ký kết được yêu cầu cung cấp dữ liệu và báo cáo định kỳ cho Ủy ban Di sản thế giới tổng quan về việc thực hiện của mỗi quốc gia tham gia Công ước Di sản thế giới và một "bản chụp hình ảnh" điều kiện hiện tại của các Di sản thế giới đã được công nhận.
Một văn bản duy nhất được thống nhất giữa tất cả các quốc gia tham gia, và Công ước liên quan đến bảo vệ Di sản văn hóa và thiên nhiên thế giới đã được thông qua bởi Đại hội đồng UNESCO vào ngày 16 tháng 11 năm 1972.

## Định nghĩa

### Di sản văn hóa
Theo Công ước Di sản thế giới thì di sản văn hóa là:
- Các di tích: Các tác phẩm kiến trúc, tác phẩm điêu khắc và hội họa, các yếu tố hay các cấu trúc có tính chất khảo cổ học, ký tự, nhà ở trong hang đá và các công trình sự kết hợp giữa công trình xây dựng tách biệt hay liên kết lại với nhau mà do kiến trúc của chúng, do tính đồng nhất hoặc vị trí trong cảnh quan, có giá trị nổi bật toàn cầu xét theo quan điểm lịch sử, nghệ thuật và khoa học.
- Các di chỉ: Các tác phẩm do con người tạo nên hoặc các tác phẩm có sự kết hợp giữa thiên nhiên và nhân tạo và các khu vực trong đó có các di chỉ khảo cổ có giá trị nổi bật toàn cầu xét theo quan điểm lịch sử, thẩm mỹ, dân tộc học hoặc nhân học.

### Di sản thiên nhiên
Theo Công ước Di sản thế giới thì di sản thiên nhiên là:
- Các đặc điểm tự nhiên bao gồm các hoạt động sáng tạo vật lý hoặc sinh học hoặc các nhóm các hoạt động kiến tạo có giá trị nổi bật toàn cầu xét theo quan điểm thẩm mỹ hoặc khoa học.
- Các hoạt động kiến tạo địa chất hoặc địa lý tự nhiên và các khu vực có ranh giới được xác định chính xác tạo thành một môi trường sống của các loài động thực vật đang bị đe dọa có giá trị nổi bật toàn cầu xét theo quan điểm khoa học hoặc bảo tồn.
- Các địa điểm tự nhiên hoặc các vùng tự nhiên được phân định rõ ràng, có giá trị nổi bật toàn cầu về mặt khoa học, bảo tồn hoặc thẩm mỹ.

### Di sản hỗn hợp
Năm 1992, Ủy ban Di sản thế giới đưa ra khái niệm di sản hỗn hợp hay còn gọi là di sản kép, cảnh quan văn hóa thế giới để miêu tả các mối quan hệ tương hỗ nổi bật giữa văn hóa và thiên nhiên của một số khu di sản. Một địa danh được công nhận là di sản thế giới hỗn hợp phải thỏa mãn ít nhất là một tiêu chí về di sản văn hóa và một tiêu chí về di sản thiên nhiên.

## Tiêu chuẩn
Để được ghi vào danh sách Di sản thế giới của UNESCO, một tài sản phải đáp ứng các tiêu chuẩn về văn hoá hoặc thiên nhiên theo Công ước Di sản thế giới đã được Ủy ban về Di sản thế giới của UNESCO duyệt lại.
Một di tích văn hóa phải xác thực, có ảnh hưởng sâu rộng hoặc có bằng chứng độc đáo đối với sự phát triển của nghệ thuật kiến trúc, hoặc di tích đó phải gắn liền với tư tưởng hay tín ngưỡng có ý nghĩa phổ biến, hoặc là điển hình nổi bật của một lối sống truyền thống đại diện cho một nền văn hóa nào đó.
Một di chỉ thiên nhiên có thể điển hình cho một giai đoạn, các quá trình tiến hóa địa cầu, hoặc cho những biến đổi sinh thái học, hoặc bao gồm những vùng cư trú tự nhiên các Loài cực kỳ nguy cấp. Di chỉ thiên nhiên có thể là một khung cảnh đẹp khác thường, một cảnh quan ngoạn mục, hoặc là một khu bảo tồn số lượng lớn các động vật hoang dã.
Cho đến cuối năm 2004, có 6 tiêu chí cho di sản văn hóa và 4 tiêu chí cho di sản thiên nhiên. Đến năm 2005, điều này đã được sửa đổi để chỉ có một bộ 10 tiêu chí, trong đó 6 tiêu chí đầu thuộc về di sản văn hóa, còn các tiêu chí 7 đến 10 thuộc về di sản thiên nhiên.
Tiêu chuẩn văn hóa
(I) - là một tuyệt tác về tài năng sáng tạo của con người.
(II) - Thể hiện một sự giao lưu quan trọng giữa các giá trị của nhân loại, trong một khoảng thời gian hoặc trong phạm vi một vùng văn hoá của thế giới, về các bước phát triển trong kiến trúc hoặc công nghệ, nghệ thuật tạo hình, quy hoạch đô thị hoặc thiết kế cảnh quan.
(III) - Là một bằng chứng độc đáo hoặc duy nhất hoặc ít ra cũng là một bằng chứng đặc biệt về một truyền thống văn hoá hay một nền văn minh đang tồn tại hoặc đã biến mất.
(IV) - Là một ví dụ nổi bật về một kiểu kiến trúc xây dựng hoặc một quần thể kiến trúc cảnh quan minh hoạ cho một hay nhiều giai đoạn có ý nghĩa trong lịch sử nhân loại.
(V) - Là một ví dụ tiêu biểu về sự định cư của con người hoặc một sự chiếm đóng lãnh thổ mang tính truyền thống và tiêu biểu cho một hoặc nhiều nền văn hóa, nhất là khi nó trở nên dễ bị tổn thương dưới tác động của những biến động không thể đảo ngược được.
(VI) - Gắn bó trực tiếp hoặc cụ thể với những sự kiện hoặc truyền thống sinh hoạt với các ý tưởng, hoặc các tín ngưỡng, các tác phẩm văn học nghệ thuật có ý nghĩa nổi bật toàn cầu. (tiêu chuẩn này chỉ duy nhất được sử dụng trong những trường hợp đặc biệt và áp dụng đồng thời với các tiêu chuẩn khác)
Tiêu chuẩn tự nhiên
(VII) - Chứa đựng các hiện tượng, địa điểm tự nhiên hết sức nổi bật hoặc các khu vực có vẻ đẹp tự nhiên độc đáo và tầm quan trọng về thẩm mỹ.
(VIII) - Là những ví dụ nổi bật đại diện cho những giai đoạn lớn trong lịch sử của Trái Đất, trong đó có lịch sử về sự sống, các quá trình địa chất quan trọng đang tiếp diễn trong sự phát triển của các địa mạo, hoặc các đặc điểm quan trọng về địa chất hoặc địa lý tự nhiên.
(IX) - Là những ví dụ tiêu biểu cho quá trình sinh thái và sinh học đang tiếp diễn trong quá trình tiến hoá và phát triển của các dạng địa hình, vùng nước ngọt, biển và ven biển và các quần xã động vật, thực vật.
(X) - Là những nơi cư trú tự nhiên quan trọng nhất và tiêu biểu nhất, mang giá trị bảo tồn nguyên trạng sự đa dạng sinh học, trong đó có những môi trường sống chứa đựng những loài động vật hoặc thực vật đang bị đe dọa, có giá trị nổi bật toàn cầu xét theo quan điểm khoa học hoặc bảo tồn.
Tính toàn vẹn
Ngoài các tiêu chuẩn như trên, những địa điểm đó còn phải đáp ứng về tính toàn vẹn được quy định dưới đây:
- Những địa điểm mô tả ở tiêu chuẩn (VII) phải bao gồm toàn bộ hoặc phần lớn những thành phần chủ yếu liên quan với nhau và phụ thuộc lẫn nhau trong mối quan hệ tự nhiên; chẳng hạn như thuộc "thời kỳ đóng băng" thì phải bao gồm bãi tuyết, sóng băng cũng như các dạng điển hình của xói mòn do sóng băng, các trầm tích và các di thực thực vật (các vết băng tích, giai đoạn diễn thế của thực vật)
- Những địa điểm mô tả ở mục (VIII) phải khá rộng lớn và bao gồm những thành phần cần thiết cho việc minh họa những khía cạnh chủ yếu của địa danh đó. Vì thế, một miền rừng nhiệt đới ẩm thì phải có một số độ cao khác nhau so với mực nước biển, có sự biến đổi địa hình, loại đất, bờ sông, nhánh sông để minh họa cho sự đa dạng và phức tạp.
- Những địa điểm mô tả ở mục (IX) phải bao gồm những thành phần của hệ sinh thái cần thiết cho sự bảo tồn của các loài, hay là sự nối tiếp các quá trình hoặc thành phần thiên nhiên cần được bảo tồn, Nhữg thành phần thay đổi tùy từng trường hợp như khu vực được bảo vệ của một thác nước phải bao gồm toàn bộ hoặc đại bộ phận khu vực cung cấp nước cho nó về phía thượng lưu hoặc một địa điểm ám tiêu san hô thì phải bao gồm các khu vực bảo vệ chống lại sự bồi lấp hay gây nhiễm mà các dòng sông đổ ra, các dòng đại dương có thể gây ảnh hưởng tới quá trình cung cấp dinh dưỡng cho ám tiêu san hô.
- Những địa điểm chứa đựng những loài bị đe dọa nhưng các loài được mô tả trong tiêu chuẩn (X) phải khá rộng lớn, bao gồm những yếu tố về nơi trú ẩn cần thiết cho sự sống của các cá thể loài tồn tại.
- Trường hợp đối với các loài di cư, những vùng cư trú theo mùa cần thiết cho sự tồn tại các loài, bất kể chúng ở đâu tới phải được bảo vệ thích đáng. Ủy ban Di sản thế giới phải đảm bảo bằng các biện pháp cần thiết để bảo vệ các loài suốt chu kỳ sống của chúng. Việc này được thỏa thuận thông qua việc tham gia Công ước quốc tế hoặc dưới hình thức thỏa thuận giữa hai hay nhiều bên.

Mỗi địa điểm tự nhiên phải được đánh giá một cách tương đối, nghĩa là phải được so sánh với những địa điểm khác cùng loại, cả trong và ngoài quốc gia chủ quyền của địa danh đó, thuộc cùng một vùng địa lý sinh vật hay trên cùng một đường di trú.

## Biểu tượng Di sản thế giới
Những di sản được xếp trong danh mục Di sản thế giới sẽ được gắn biển đồng có biểu tượng của Di sản thế giới và được hưởng các quy chế đặc biệt của Công ước quốc tế về bảo tồn các di sản cũng như của Quỹ Di sản thế giới.
Biểu tượng Di sản thế giới là một hình vuông nội tiếp trong một hình tròn nối liền. Trong đó, hình vuông là biểu hiện kiệt tác do loài người sáng tạo còn hình tròn biểu hiện cho thiên nhiên và cũng là Trái Đất, nó thể hiện thái độ trân trọng bảo vệ các di sản của nhân loại. Hình vuông và hình tròn nối liền nhau thể hiện sự hài hòa và thống nhất.

## Danh sách các di sản thế giới

### Khái quát
UNESCO cố gắng tôn trọng sự cân bằng giữa các châu lục trong vấn đề di sản thế giới. Ban đầu, châu Âu chiếm số đông hơn, nhưng những di sản tự nhiên đã góp phần điều hòa sự cân bằng các châu lục trên thế giới.
. Năm 2017, thế giới có 1.073 di sản trên 167 quốc gia: 832 về văn hóa, 206 tự nhiên và 35 di sản hỗn hợp (tự nhiên và văn hóa). Những di sản này được xếp theo 5 vùng địa lý, trong đó México mặc dù thuộc Bắc Mỹ nhưng các di sản được xếp vào Mỹ Latinh và Caribe. Vùng hoang dã ở Tasmania của Úc và Thái Sơn của Trung Quốc là 2 di sản thế giới kép đáp ứng nhiều tiêu chuẩn nhất với 7/10 tiêu chuẩn.
- Châu Phi
- Các nước Ả Rập: bao gồm Bắc Phi và Trung Đông
- Châu Á - Thái Bình Dương: bao gồm cả Úc và Châu Đại Dương
- Châu Âu và Bắc Mỹ
- Mỹ Latinh và Caribe

Nga và các nước Kavkaz được xếp vào khu vực châu Âu và Bắc Mỹ
|                          | Tự nhiên | Văn hóa | Hỗn hợp | Tổng số | Số quốc gia trong khu vực |
| ------------------------ | -------- | ------- | ------- | ------- | ------------------------- |
| Châu Phi                 | 37       | 48      | 5       | 90      | 33                        |
| Các nước Ả Rập           | 5        | 73      | 3       | 81      | 18                        |
| Châu Á - Thái Bình Dương | 62       | 173     | 12      | 247     | 34                        |
| Châu Âu - Bắc Mỹ         | 62       | 426     | 10      | 499     | 50                        |
| Mỹ La Tinh - Caribe      | 37       | 96      | 5       | 138     | 27                        |
| Di sản chung             | 13       | 16      | 2       | 31      | 52                        |
| Tổng số                  | 203      | 814     | 35      | 1052    | 165                       |

### Danh sách cụ thể
Danh sách dưới đây được xếp theo 4 khu vực địa lý là các châu lục, các di sản tại Thổ Nhĩ Kỳ và Nga được xếp vào châu Âu (kể cả các di sản thuộc phần lãnh thổ châu Á), còn di sản tại Bắc Mỹ được xếp vào châu Mỹ Latinh và Caribê. Các di sản tại thuộc địa và vùng lãnh thổ hải ngoại thì vẫn xếp theo quốc gia đề cử và chính quốc. Các nước Ả rập bao gồm một số quốc gia thuộc châu Phi và một số quốc gia thuộc Trung Đông được xếp vào khu vực châu Á và châu Đại Dương.
- Danh sách di sản thế giới tại châu Á và châu Đại Dương
- Danh sách di sản thế giới tại châu Âu
- Danh sách di sản thế giới tại châu Mỹ
- Danh sách di sản thế giới tại châu Phi

## Di sản thế giới trong tình trạng nguy hiểm
Khi một di sản văn hóa hay thiên nhiên có nguy cơ tiêu vong hay hủy hoại nặng nề do bị xuống cấp mạnh bởi các nguyên nhân như: phát triển kinh tế, xã hội, các nguyên nhân tự nhiên (thiên tai, lũ lụt, động đất, độ ẩm cao, quá nóng v.v) thì di sản đó sẽ được ghi vào danh mục "Những di sản trong tình trạng nguy hiểm" để cảnh báo quốc gia, vùng lãnh thổ có di sản đó phải có các biện pháp bảo tồn khẩn cấp cũng như để Ủy ban Di sản thế giới cung cấp các sự hỗ trợ cần thiết về kinh phí, kỹ thuật v.v từ Quỹ Di sản thế giới để bảo tồn các di sản đó.
Trong danh sách năm 2013 có 44 di sản thế giới của 31 quốc gia và vùng lãnh thổ được xếp vào danh mục "Những di sản trong tình trạng nguy hiểm" theo quy định tại Điều 11 (4) của Công ước Di sản thế giới..

## Di sản thế giới tại Việt Nam

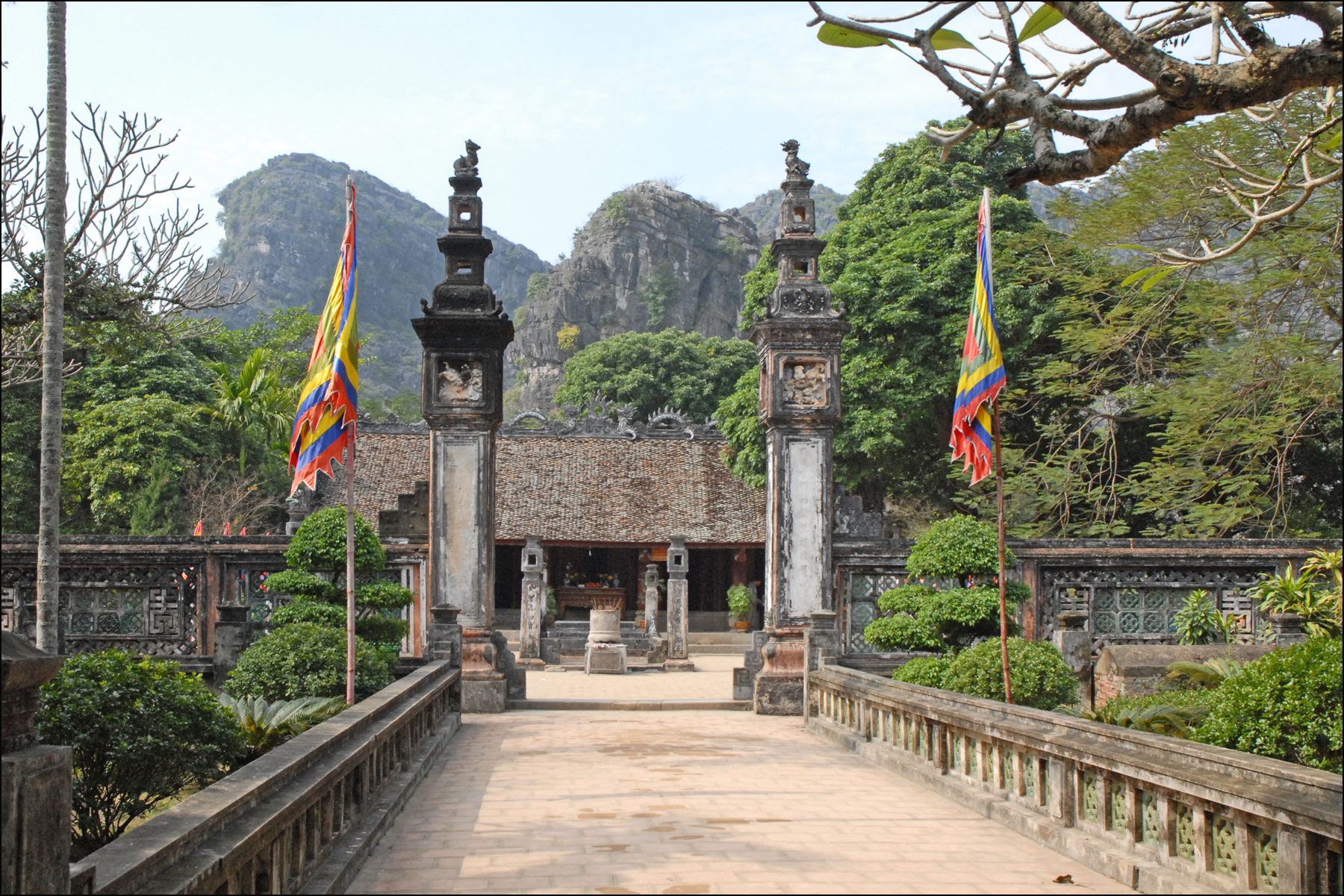
Di tích đền Vua Đinh Tiên Hoàng trong quần thể danh thắng Tràng An

Hiện tại, Việt Nam đã có 9 di tích được UNESCO công nhận là Di sản thế giới gồm:
- 2 Di sản thiên nhiên thế giới:

1. Vịnh Hạ Long-Quần đảo Cát Bà, được công nhận năm 1994 theo tiêu chí (VII) và năm 2000 theo tiêu chí (VIII) cho riêng Vịnh Hạ Long, năm 2023 mở rộng thêm Quần đảo Cát Bà.
2. Vườn Quốc gia Phong Nha - Kẻ Bàng, năm 2003, là di sản thiên nhiên thế giới theo tiêu chí (VIII) và năm 2015 theo tiêu chí (IX), (X) [10]

- 6 Di sản văn hóa thế giới gồm:

1. Quần thể di tích Cố đô Huế, năm 1993, là di sản văn hóa thế giới theo tiêu chí (IV).
2. Phố cổ Hội An, năm 1999, là di sản văn hóa thế giới theo tiêu chí (II) (V).
3. Thánh địa Mỹ Sơn, năm 1999, là di sản văn hóa thế giới theo tiêu chí (II) (III).
4. Khu di tích trung tâm Hoàng thành Thăng Long, năm 2010, là di sản văn hóa thế giới theo tiêu chí (II) (III) và (VI).
5. Thành nhà Hồ, năm 2011, là di sản văn hóa thế giới theo tiêu chí (II) và (IV)
6. Quần thế Yên Tử-Vĩnh Nghiêm, Côn Sơn, Kiếp Bạc, năm 2025, là di sản văn hóa thế giới theo tiêu chí (III) và (VI)

- 1 Di sản thế giới hỗn hợp:

1. Quần thể danh thắng Tràng An, năm 2014, theo các tiêu chí (VII) và (VIII) của một di sản thiên nhiên thế giới và tiêu chí (V) của một di sản văn hóa thế giới.